# Aleksander Hellat

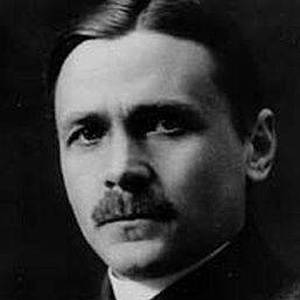
Aleksander Hellat

Aleksander Hellat (* 8. Augustjul. / 20. August 1881greg. in Tartu, Gouvernement Livland; † 28. November 1943 in der Oblast Kemerowo, Sowjetunion) war ein estnischer Jurist und Diplomat. Er war 1922/23 und 1927 Außenminister der Republik Estland.

## Ausbildung
Aleksander Hellat ging von 1890 bis 1896 in Tartu und von 1896 bis 1900 in Sankt Petersburg zur Schule. Von 1900 bis 1903 studierte er an der Akademie für Kriegsmedizin in Sankt Petersburg und von 1903 bis 1909 Rechtswissenschaft an der Petersburger Universität.

## Jurist
Von 1909 bis 1914 war Aleksander Hellat Assistent des Anwalts und späteren estnischen Staatsoberhaupts Jüri Jaakson. 1914/15 war Hellat als zugelassener Anwalt in Riga, 1915/16 in Narva und 1916–1918 in Tallinn tätig.
Nach der Februarrevolution 1917 wurde Hellat Hellat Leiter der Miliz von Tallinn gewählt. 1918 wurde er kurzzeitig Bürgermeister von Tallinn. Er schloss sich der Estnischen Sozialdemokratischen Arbeiterpartei (Eesti Sotsiaaldemokraatlik Tööliste Partei) an.
1919 war Hellat Staatsanwalt am estnischen Staatsgerichtshof. Von November 1919 bis Juli 1920 bekleidete Hellat im Kabinett von Staats- und Regierungschef Jaan Tõnisson das Amt des Innenministers der neu gegründeten Republik Estland.

## Diplomatie
Danach widmete sich Aleksander Hellat der Diplomatie. Von 1920 bis 1922 war er estnischer Gesandter in Lettland. 1921/22 war er gleichzeitig als estnischer diplomatischer Vertreter für Polen, Rumänien, Ungarn und Griechenland mit Sitz in Warschau doppelakkreditiert. 1922 entsandte ihn die estnische Regierung als Delegierten zum Völkerbund.
Vom 29. November 1922 bis 2. August 1923 war Aleksander Hellat im Kabinett und Juhan Kukk Außenminister der Republik Estland.
Danach diente er von 1923 bis 1931 estnischer Gesandter in Finnland. Von 1925 bis 1927 war er gleichzeitig als Gesandter in Ungarn mit Dienstsitz in Helsinki akkreditiert.
Vom 11. November bis 9. Dezember 1927 bekleidete der inzwischen parteilose Hellat im Kabinett von Jaan Teemant kurzzeitig erneut das Amt des estnischen Außenministers übernahm.
Anschließend kehrte er bis 1931 auf den Gesandten-Posten in Helsinki zurück. Von 1931 bis 1933 war Hellat im estnischen Außenministerium in Tallinn Berater des estnischen Außenministers.

## Verfassungsrichter
Von 1933 bis 1940 war Hellat Richter am estnischen Staatsgerichtshof (Riigikohus).

## Deportation
Nach der Besetzung Estlands durch die Sowjetunion wurde Aleksander Hellat am 24. September 1940 verhaftet und ins Innere Russlands deportiert. Am 8. Januar 1941 wurde er zum Tode verurteilt, dann jedoch zu zehn Jahren Haft „begnadigt“. Er starb 1943 im Gulag.

## Familie
Aleksander Hellat war verheiratet mit Ida-Marie Hellat, geborene Tofer (1880–1939). Das Paar hatte vier Kinder: Helene (1904–1944), Aleksander (1913), Liidia (1915–1944?) und Toomas (1920–1987). Hellats Bruder war der Tallinner Stadtarchitekt Georg Hellat (1870–1943).